# 1604. grenadirski polk (Wehrmacht)
1604. (ruski) grenadirski polk (izvirno nemško 1604. Grenadier-Regiment (russ.); kratica 1604. GR) je bil pehotni polk Heera v času druge svetovne vojne.

## Zgodovina
Polk je bil ustanovljen aprila 1945 na Danskem s preoblikovanjem 714. grenadirskega polka.